# 昌翁寺
昌翁寺（しょうおうじ）は、東京都調布市にある天台宗の寺院。

## 歴史
慶長年間（1596年 - 1615年）、飯高貞政の開基である。貞政はこの地を領する旗本で、後に息子の貞次に家督を譲り、寺の創建を発願した。貞政は所領170石のうち、1割近い14石を新寺に寄進し、快要法印を開山として招聘し、寺を創建した。仙川八幡神社の旧別当寺であった。
1879年（明治12年）の火事で、堂宇や寺宝を失っている。本堂は1925年（大正13年）に再建された。かつては寺宝として『源平合戦絵巻』があり、1903年（明治36年）頃までは存在していたといわれているが、現在は不明となっている。
当寺の墓地には、開基の貞政の墓がある。

## 交通アクセス
- 仙川駅より徒歩4分。